# Vasiuliškė

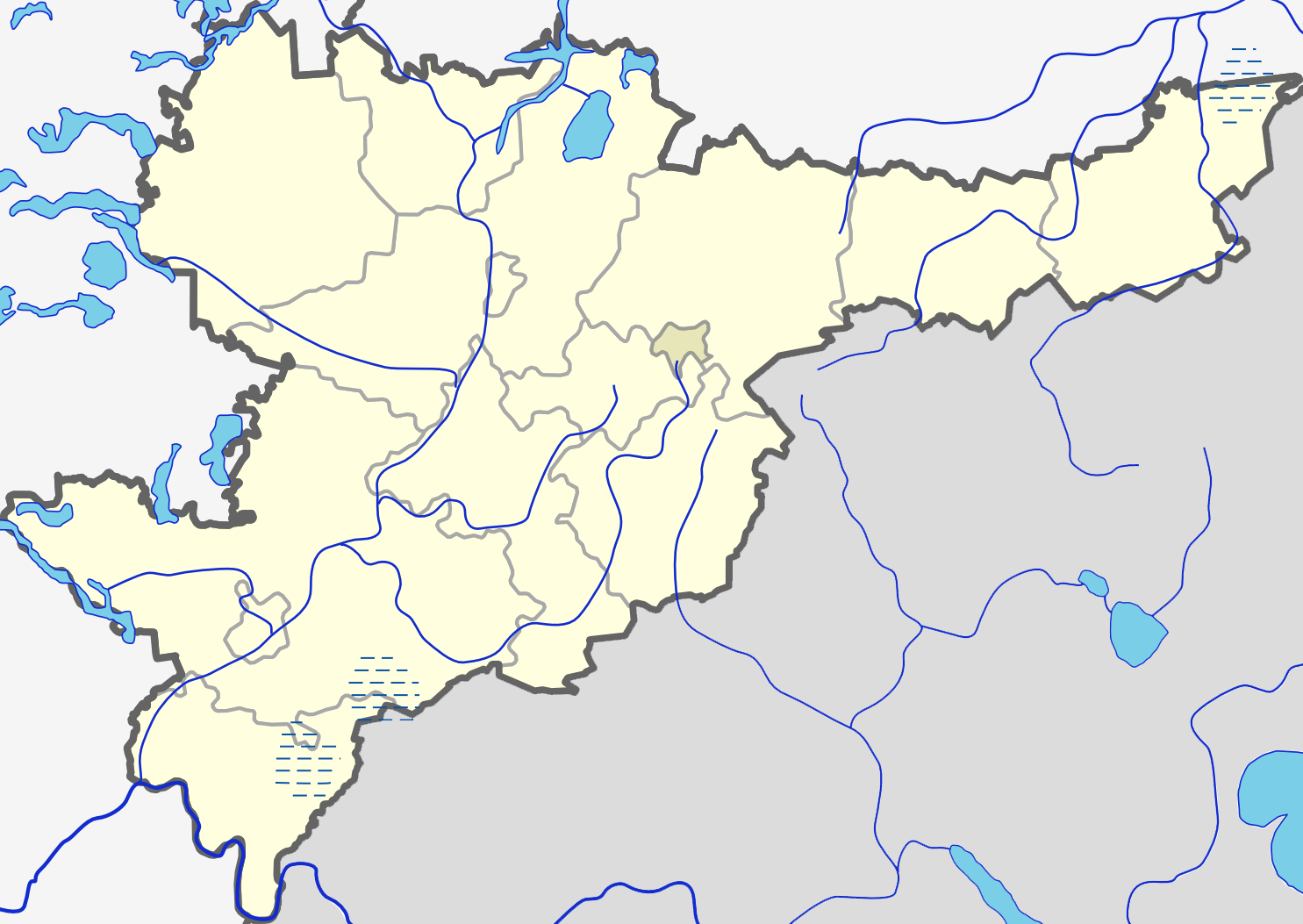
Karta över Švenčionys distrikt.

Vasiuliškė är en by i Švenčionys distrikt i östra Litauen nära gränsen till Vitryssland. År 2009 hade byn 3 bofasta invånare. Genom byn rinner ån Kiauna som sträcker sig 16 kilometer söderut från Ignalina. Sydväst om byn ligger sjön Mekšrinis. I byn föddes politikern Kazimira Prunskienė, som var det självständiga Litauens första premiärminister mellan år 1990 och 1991. Byn hör till grannorten Kaltanėnais socken.